# Macromitrium handelii
Macromitrium handelii är en bladmossart som beskrevs av Brotherus 1923. Macromitrium handelii ingår i släktet Macromitrium och familjen Orthotrichaceae. Inga underarter finns listade i Catalogue of Life.